# Thembinkosi Fanteni
Lawley Thembinkosi Fanteni (Paarl, 1984. február 2. –) dél-afrikai válogatott labdarúgó.

## Pályafutása

### Klubcsapatokban
2002 és 2005 között a Mother City játékosa volt, majd innen igazolt az Ajax Cape Town csapatához. 2008-ban elhagyta az országot és az izraeli Makkabi Haifa csapatába szerződött. 2009 augusztusában kölcsönbe került a Orlando Pirates együtteséhez. 2010-ben visszatért egykori klubjához az Ajax Cape Townhoz. A 2012-13-as szezont a Bidvest Wits csapatánál töltötte, majd innen vonult vissza, de  2015-ben visszatért a Steenberg United csapatához.

### A válogatottban
Tagja volt a 2008-as afrikai nemzetek kupán és a 2009-es konföderációs kupán résztvevő válogatott keretnek.

## Sikerei, díjai
- Ajax Cape Town
  - Dél-afrikai kupa: 2007
- Makkabi Haifa
  - Izraeli bajnok: 2008–09
  - Toto-kupa: 2007–08